# Cacodaemon acuminatus
Cacodaemon acuminatus là một loài bọ cánh cứng trong họ Endomychidae. Loài này được Achard miêu tả khoa học năm 1925.